# Dampsmesnil
Dampsmesnil ist eine Ortschaft und eine ehemalige französische Gemeinde mit 199 Einwohnern (Stand: 1. Januar 2022) im Département Eure in der Region Normandie. Sie gehörte zum Arrondissement Les Andelys und zum Kanton Les Andelys.
Mit Wirkung vom 1. Januar 2016 wurden die bis dahin selbstständigen Gemeinden Berthenonville, Bus-Saint-Rémy, Cahaignes, Cantiers, Civières, Dampsmesnil, Écos, Fontenay-en-Vexin, Forêt-la-Folie, Fourges, Fours-en-Vexin, Guitry, Panilleuse und Tourny zu einer Commune nouvelle mit dem Namen Vexin-sur-Epte zusammengelegt und besitzen in der neuen Gemeinde den Status einer Commune déléguée. Der Verwaltungssitz befindet sich im Ort Écos.

## Lage
Nachbarorte sind Fours-en-Vexin im Nordwesten, Berthenonville im Norden, Montreuil-sur-Epte im Osten, Bray-et-Lû im Südosten, Bus-Saint-Rémy im Süden und Écos im Westen.

## Bevölkerungsentwicklung
| Jahr      | 1962 | 1968 | 1975 | 1982 | 1990 | 1999 | 2008 | 2015 |
| --------- | ---- | ---- | ---- | ---- | ---- | ---- | ---- | ---- |
| Einwohner | 130  | 121  | 116  | 163  | 201  | 201  | 205  | 200  |

## Sehenswürdigkeiten
- Galeriegrab von Dampsmesnil
- Château d’Aveny, Schloss im Weiler Aveny
- Brücke von Aveny, seit 1995 als Monument historique ausgewiesen

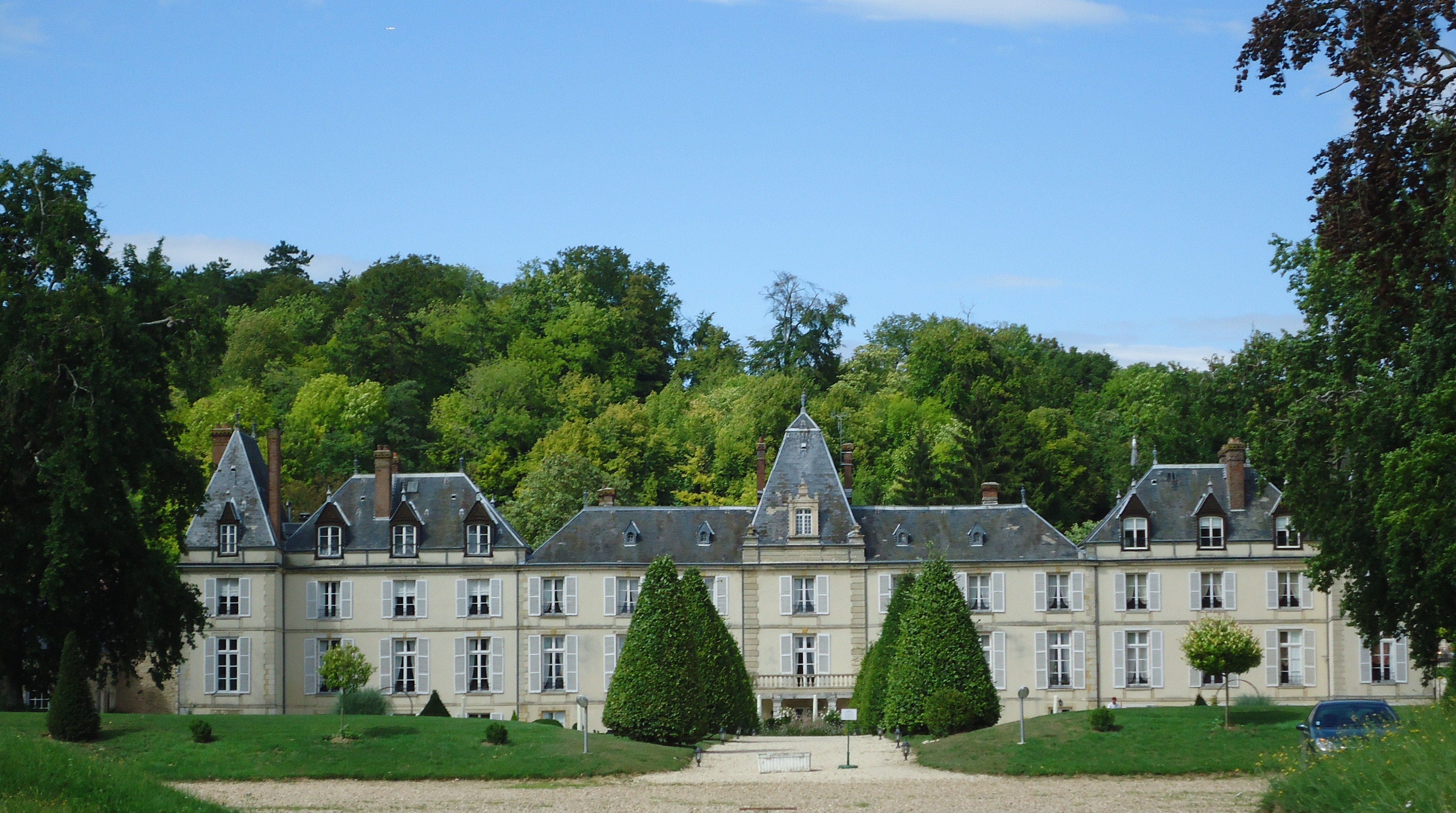
Schloss von Aveny
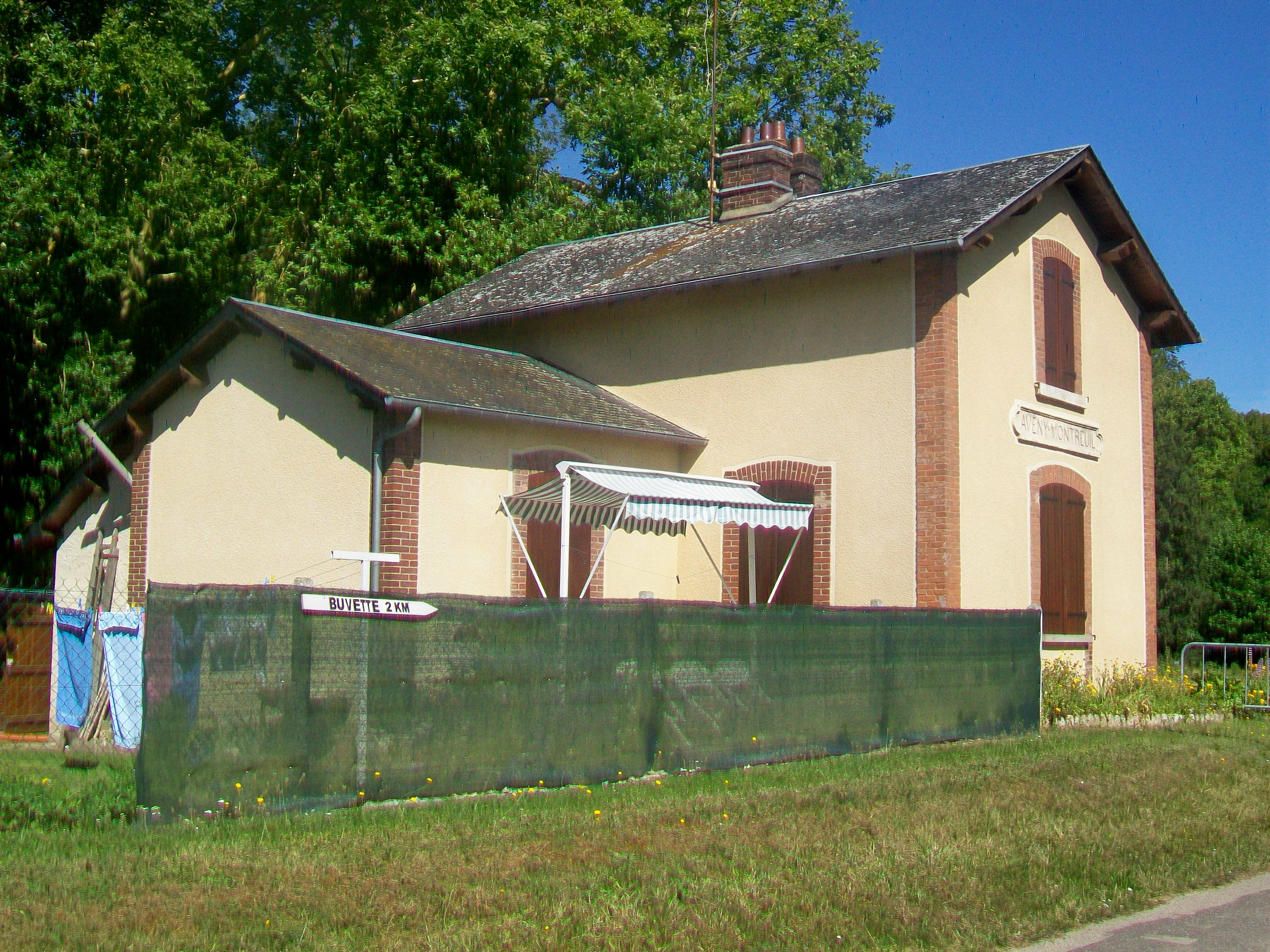
Stillgelegter Bahnhof Aveny-Montreuil
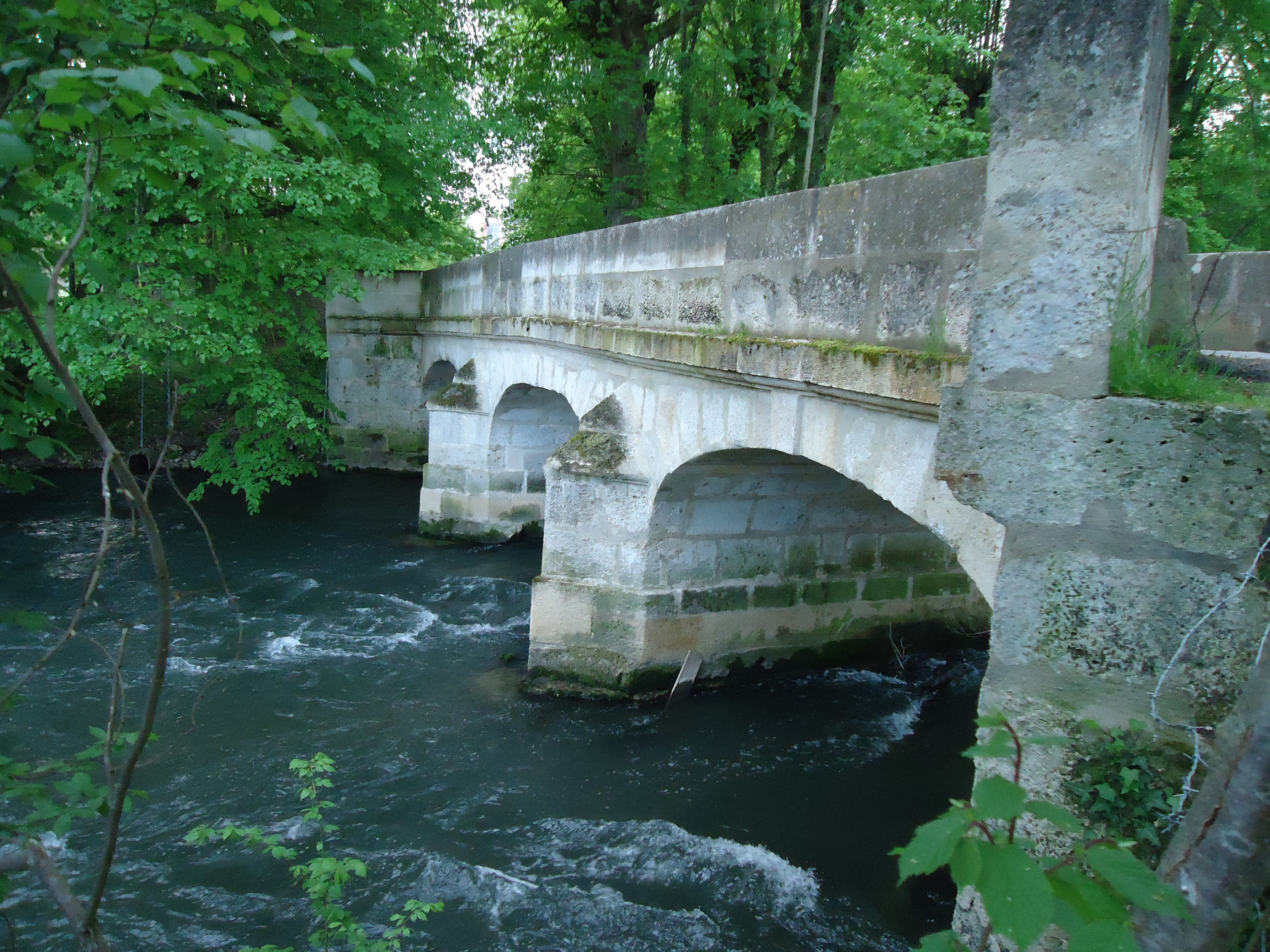
Brücke von Aveny